# Hasan Fehmi (periodista)

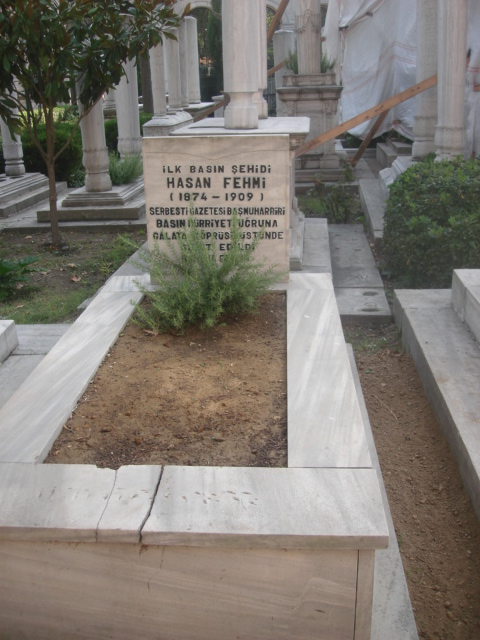
Tomba de Hasan Fehmi

Hasan Fehmi fou un periodista turc mort el 1909, en època otomana.
Va adquirir fama escrivint articles contra els Joves Turcs al diari Serbesti, del qual n'era l'editor en cap. Fou assassinat per un desconegut al Pont de Gàlata, la nit del 6 al 7 d'abril de 1909. Els Joves Turcs van rebutjar tota responsabilitat, com també els liberals i els islamistes (Unió Musulmana o Ittihad-i-Muhammedi). Al seu funeral hi va haver discursos hostils i manifestacions. Després d'uns dies de tensió es va amotinar el primer cos d'exèrcit el dia 13 d'abril, revolta que fou sufocada per un exèrcit enviat des de Salònica a la capital.